# Tricholoma scalpturatum
Tricholoma scalpturatum (Elias Magnus Fries, 1838 ex Lucien Quélet, 1872) din încrengătura Basidiomycota, în familia Tricholomataceae și de genul Tricholoma este o specie de ciuperci comestibile destul de comună care coabitează, fiind un simbiont micoriza, formând prin urmare micorize pe rădăcinile arborilor. O denumire populară nu este cunoscută. Buretele trăiește în România, Basarabia și Bucovina de Nord în grupuri de mai multe exemplare, uneori în mănuchiuri, în păduri ierboase de foioase sub carpeni și stejari precum în cele de conifere sub brazi cu și fără molizi intersectați, prin luminișuri și tufișuri, pe marginile căilor forestiere, dar, de asemenea, în parcuri și grădini sau chiar la marginea plantajelor de molid. Ciuperca crește de la câmpie la munte aproape pretutindeni în locuri nu prea umbroase, cu soluri proaspete, neutre până bazice și saturate de nutrienți, peste rocă calcaroasă, pe nisipuri calcaroase sau marnă. Timpul apariției este din (iunie) iulie până în noiembrie (decembrie).

## Taxonomie

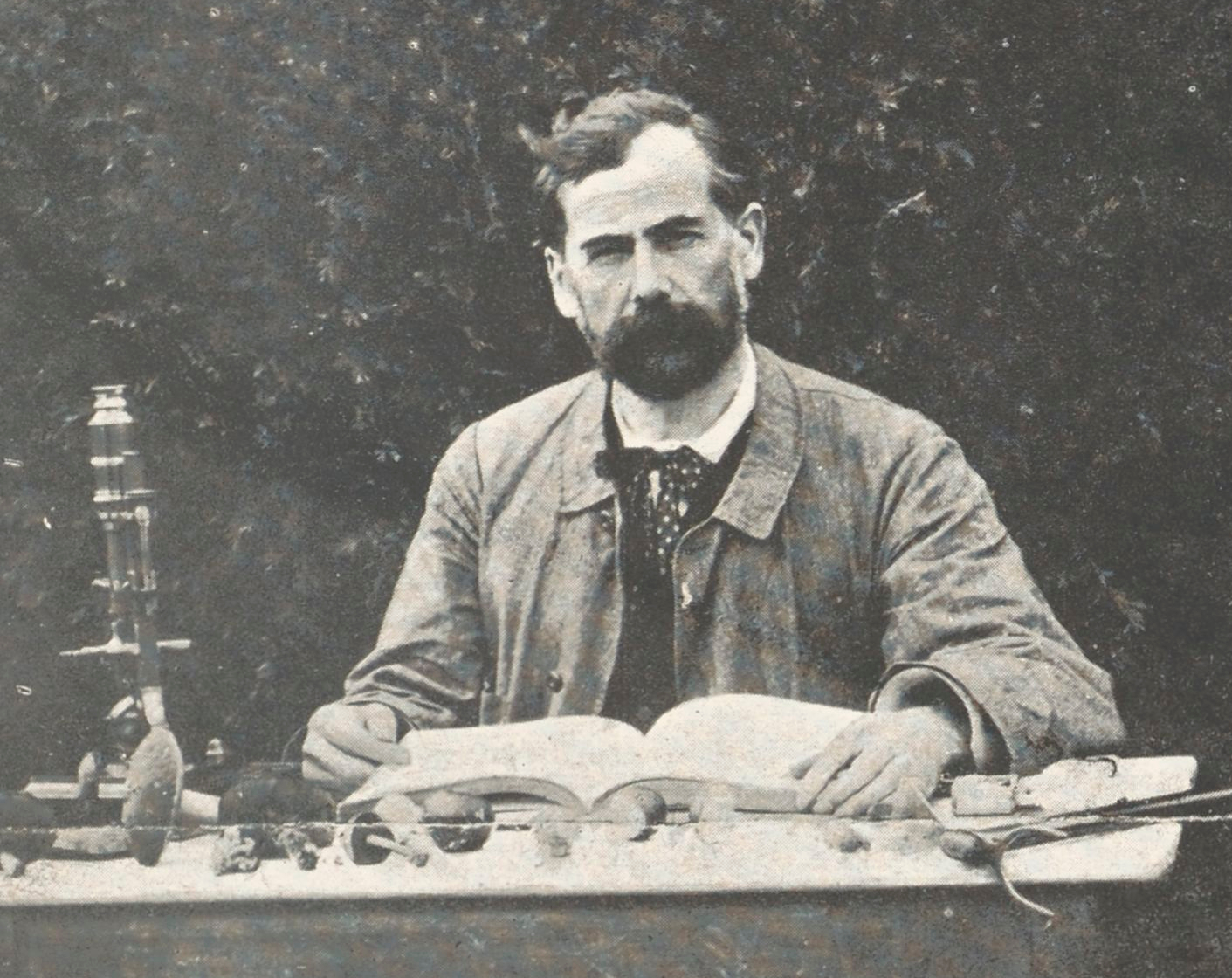
Lucien Quélet

Numele binomial hotărât este Agaricus scalpturatus determinat de faimosul savant suedez Elias Magnus Fries în cartea sa Epicrisis systematis mycologici, seu synopsis hymenomycetum, din 1838, deși specia a fost descrisă deja mai înainte de două ori, anume de renumitul botanist bur Christian Hendrik Persoon ca Agaricus flavorufus în 1828 precum ca Agaricus chrysites de micologul german Franz Wilhelm Junghuhn (1809-1864) în 1830.
Apoi, în 1872, micologul francez Lucien Quélet a transferat specia corect la genul Tricholoma sub păstrarea epitetului, de verificat în volumul 5 al Mémoires de la Société d’Émulation de Montbéliard, taxon acceptat drept nume curent în prezent (2020).
Toate celelalte denumiri precum mai multe forme și variații (vezi aici:) sunt acceptate sinonim, dar nu sunt folosite.
Epitetul este derivat din cuvântul latin (latină scalpere= a grava, a sculpta, a tăia, a zgâria).

## Descriere

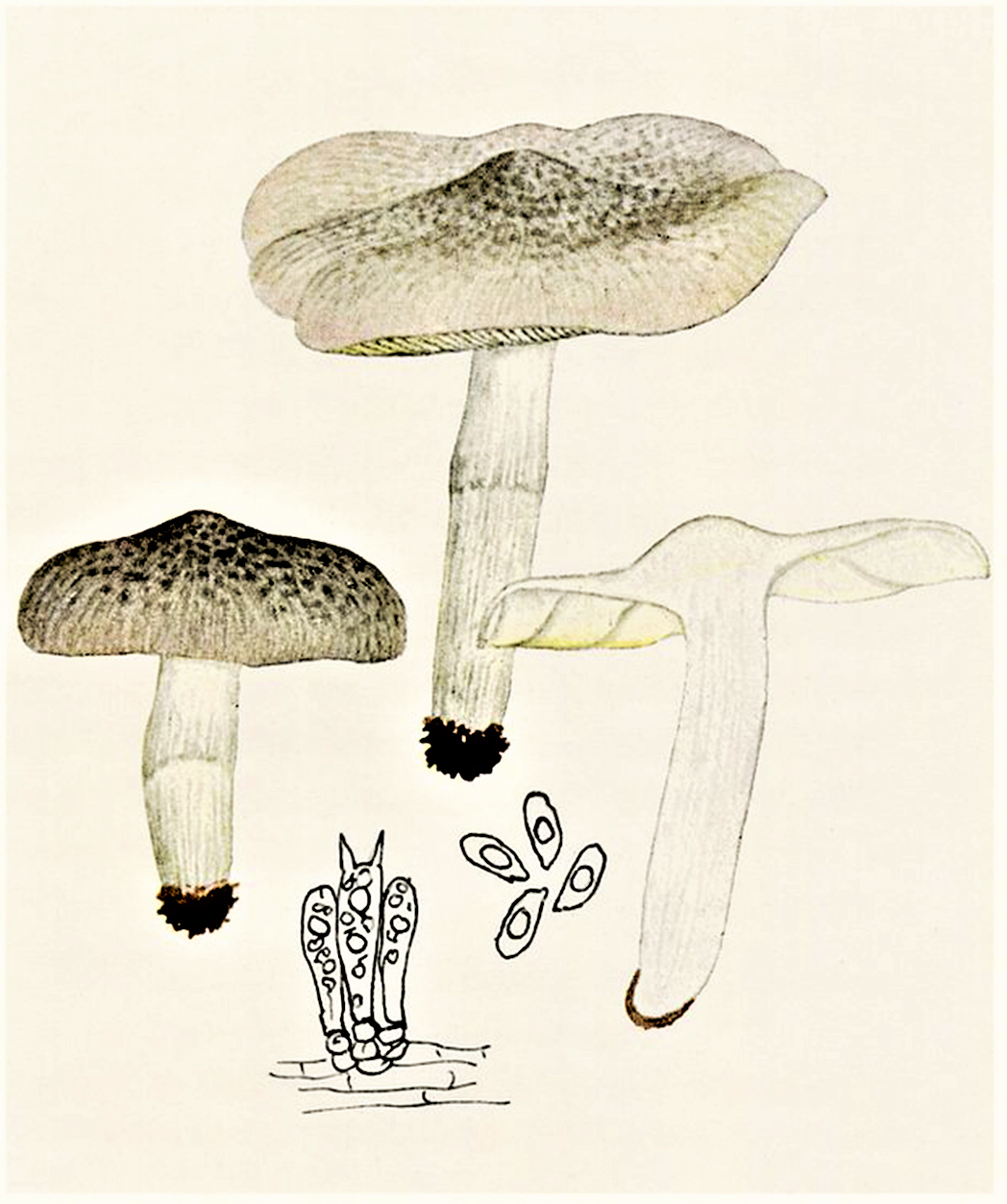
Bres.: Tricholoma scalpturatum

- Pălăria: are un diametru de 4-8 cm, este destul de subțire, în tinerețe semisferică până conică cu marginea răsfrântă spre interior și legată de un văl alb cu piciorul, apoi aplatizată, nu rar slab adâncită, cu un gurgui pronunțat și turtit, în vârstă cu unele crăpături verticale la marginea atunci nu rar vălurită și ondulată. Cuticula uscată și mătăsoasă este acoperită cu fibrile dese dispuse radial sau cu solzișori fini de culoare mai închisă. Coloritul poate fi gri deschis, gri-cenușiu sau brun-cenușiu până maroniu. Mijlocul ceva cărnos este colorat mai închis.
- Lamelele: sunt nu prea subțiri, destul de îndesate, intercalate, aderate bombat la picior (numit: șanț de castel) și dințat decurente, capătă muchii slab ondulate, rupte și zimțate la bătrânețe. Coloritul albicios devine cu avansarea în vârstă adesea crem-gălbui. Tinere, se îngălbenesc și ele dacă sunt fărâmițate sau dacă stau pentru mai mult timp.
- Piciorul: împăiat până gol pe dinăuntru, slab fibros precum fără inel are o lungime de 3 la 8 cm și o lățime de 0,8 până la 1,5 (1,8) cm, fiind mai mult sau mai puțin cilindric și uneori îndoit. Suprafața albă, gri-albicioasă până gri-brună, mătăsoasă și fin flocoasă spre pălărie, adesea tapițată cu un desen fibros alb, se decolorează la apăsare galben până gri-ocru. În stadiu tânăr este nu rar acoperit de resturi fugitive și fibroase ale vălului parțial.
- Carnea: subțire, destul de moale, albicioasă și îngălbenind la bătrânețe sau la tăiere (dar nu mereu) este în pălărie fragilă, în picior ceva mai fibroasă, având un miros nu prea plăcut rânced făinos până slab făinos-pământos, precum un gust blând de făină.[3][4]
- Caracteristici microscopice: are spori foarte variabili, netezi, elipsoidali până sub-cilindrici, apiculați spre vârf și hialini (translucizi), neamilozi (nu se decolorează cu reactivi de iod), cu o picătură mare, uleioasă în mijloc, având o mărime de 5-7 x 3-3,5 microni. Pulberea lor este albă. Basidiile clavate cu 4 sterigme fiecare măsoară 25-30 x 6-7 microni. Cistidele celule de obicei izbitoare și sterile care pot apărea între basidii și himen, stratul fructifer) sunt mai scurte, cu vârfuri rotunjite și pediculate.[10]
- Reacții chimice: nu sunt cunoscute.[11]

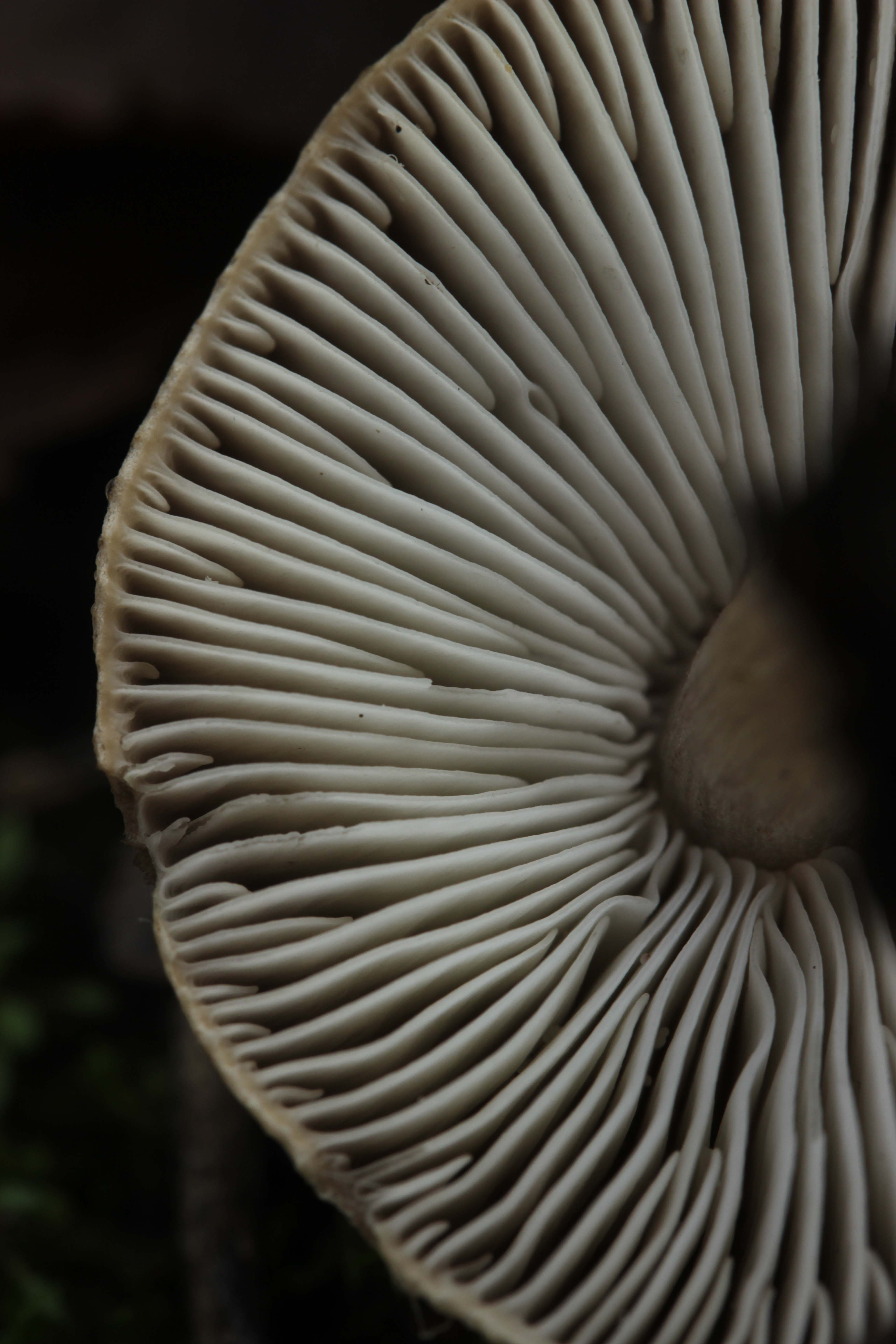
T. scalpturatum, lamele din apropiere
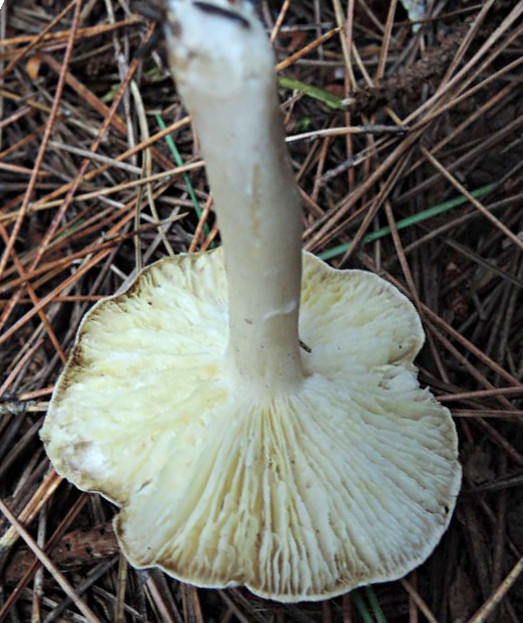
T. scalpturatum, lamele și picior
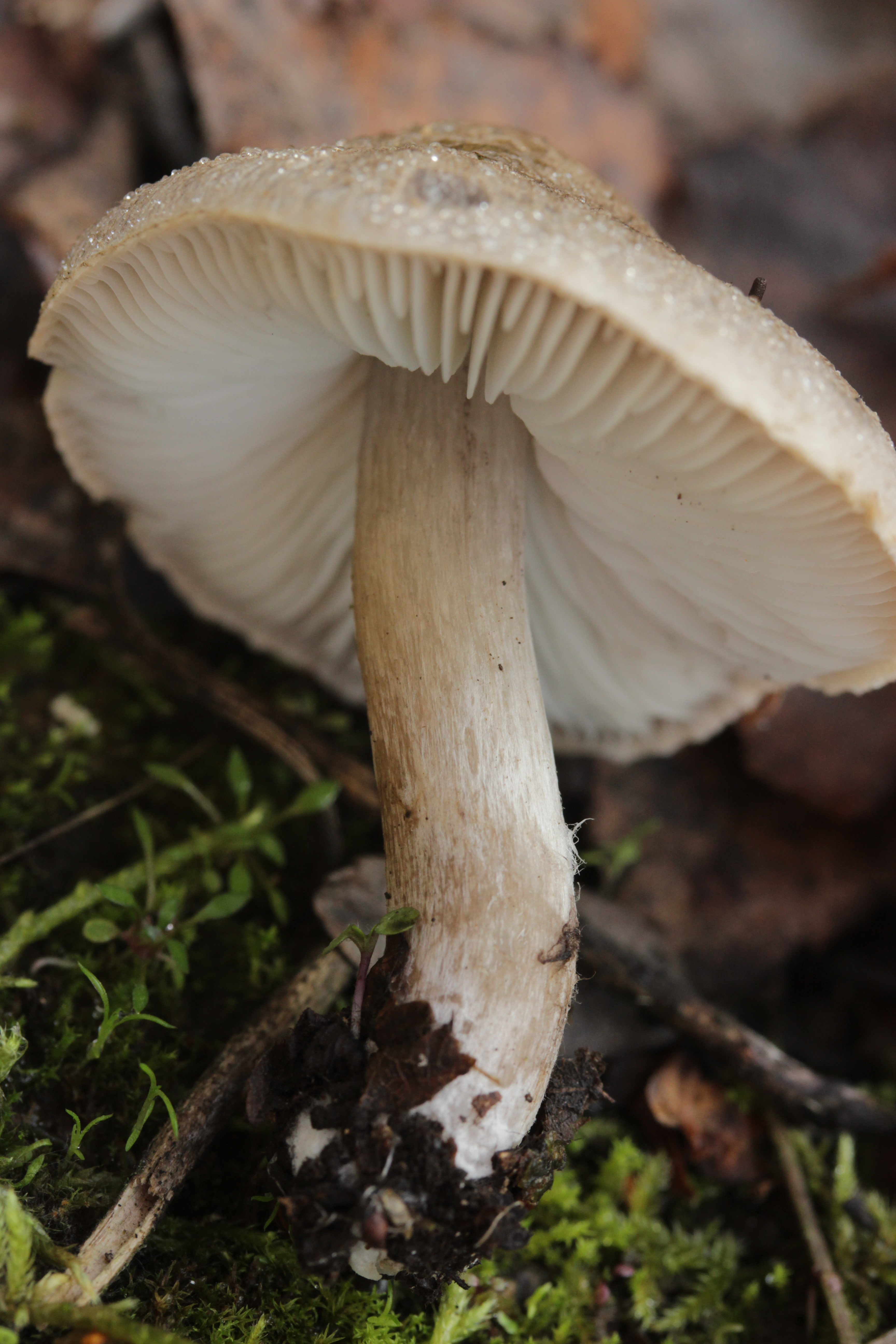
T. scalpturatum mai tânăr, lamele și picior
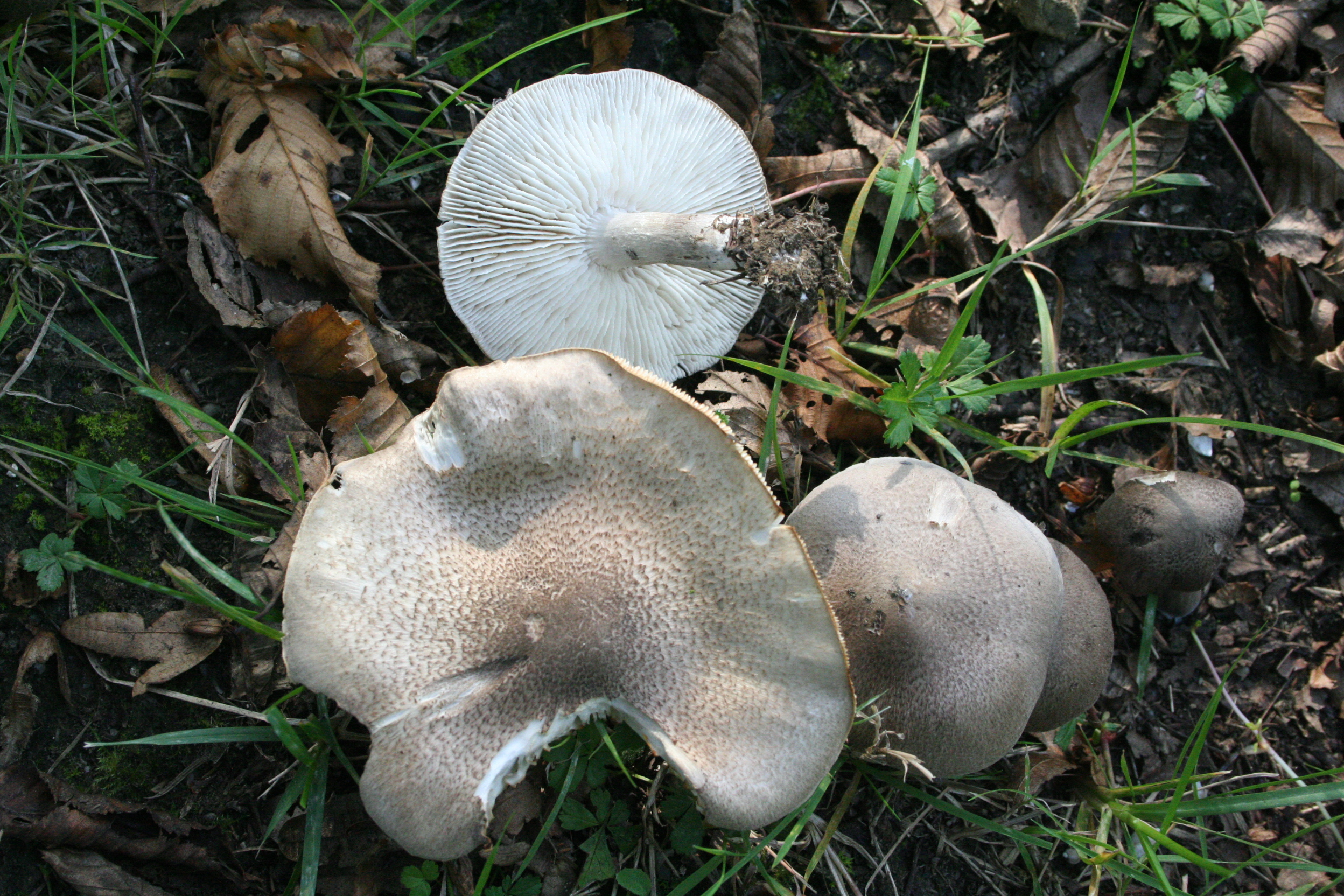
T. scalpuratum tinere și mature
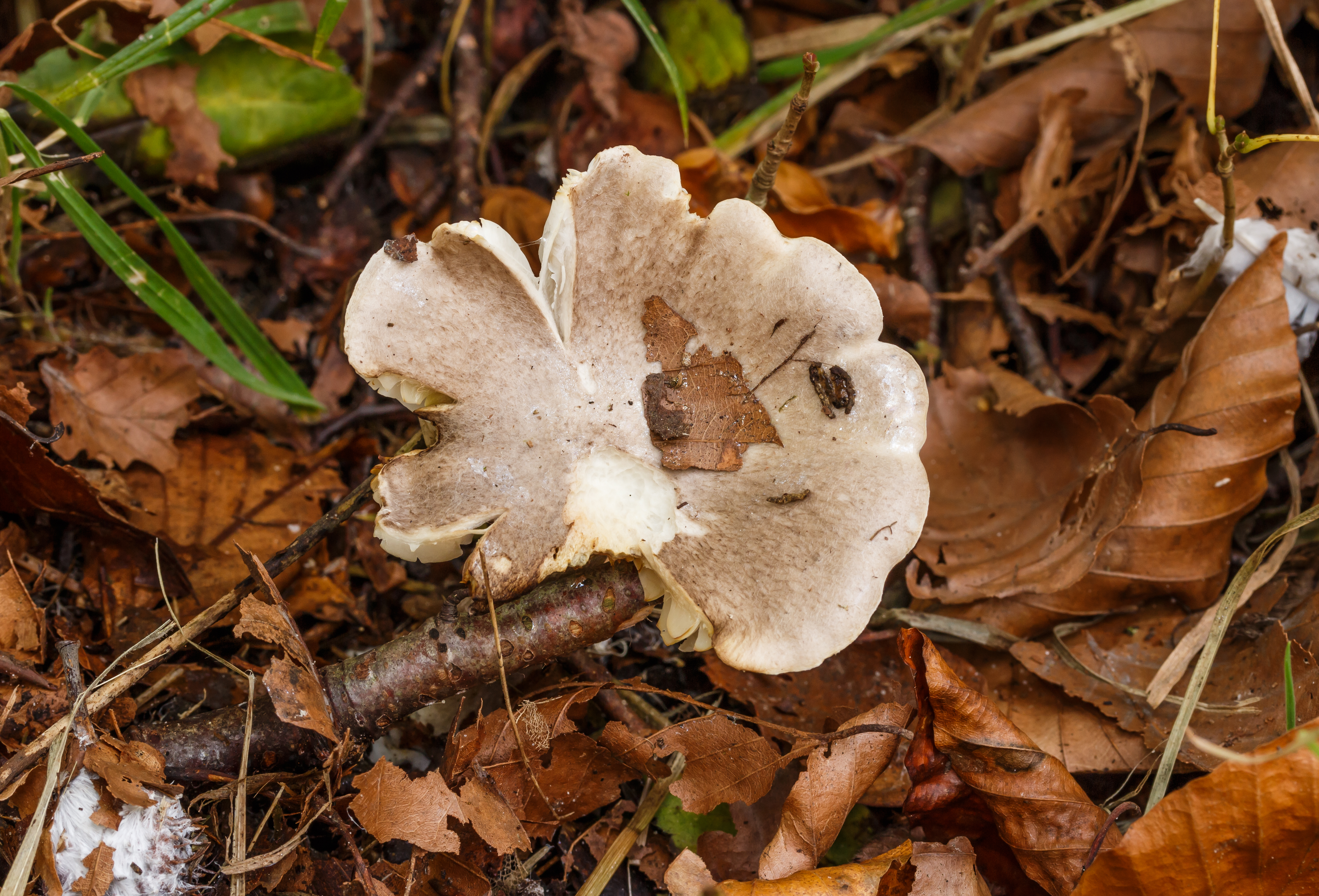
T. scalpturatum bătrână
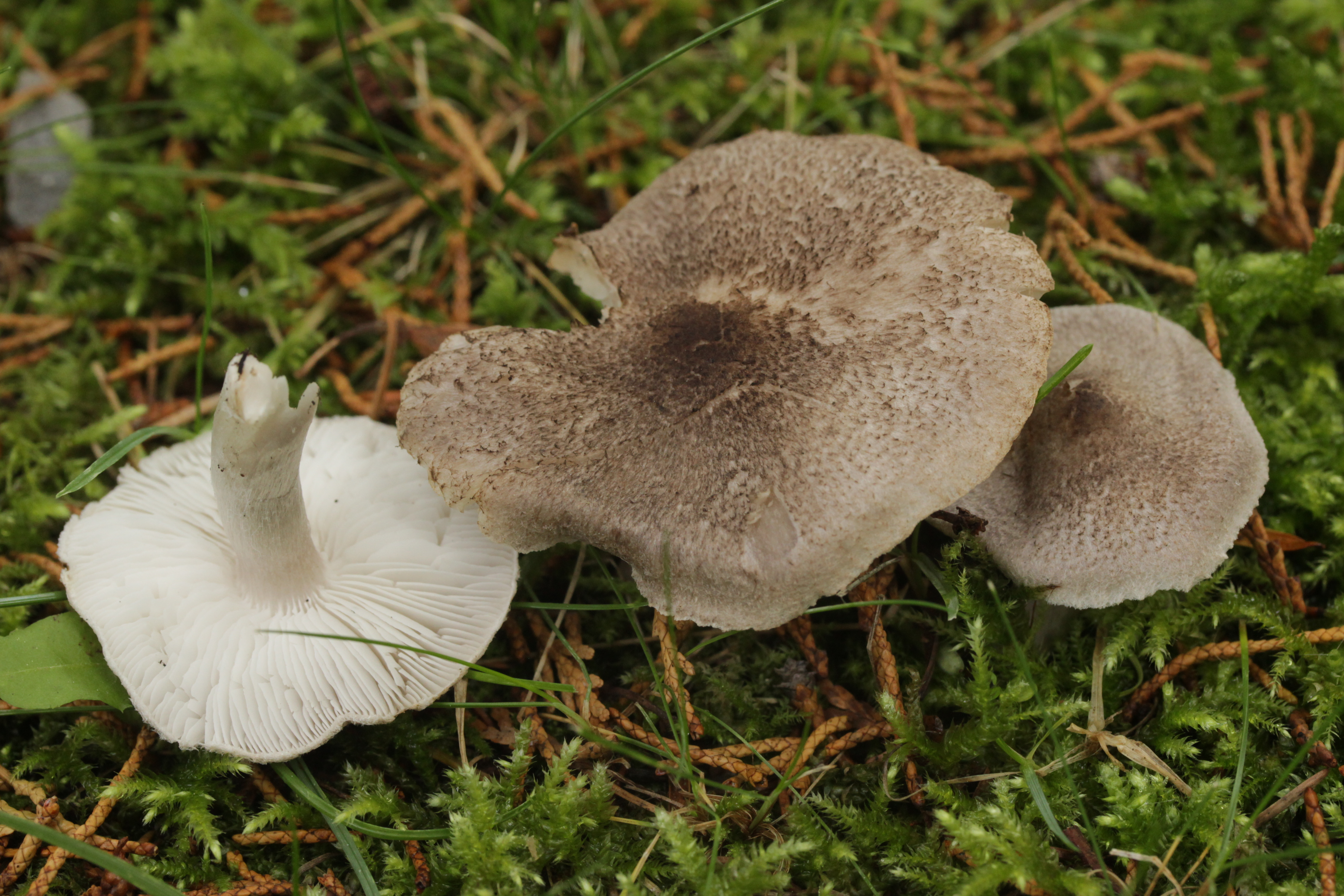
T. scalpturatum gri-maronii
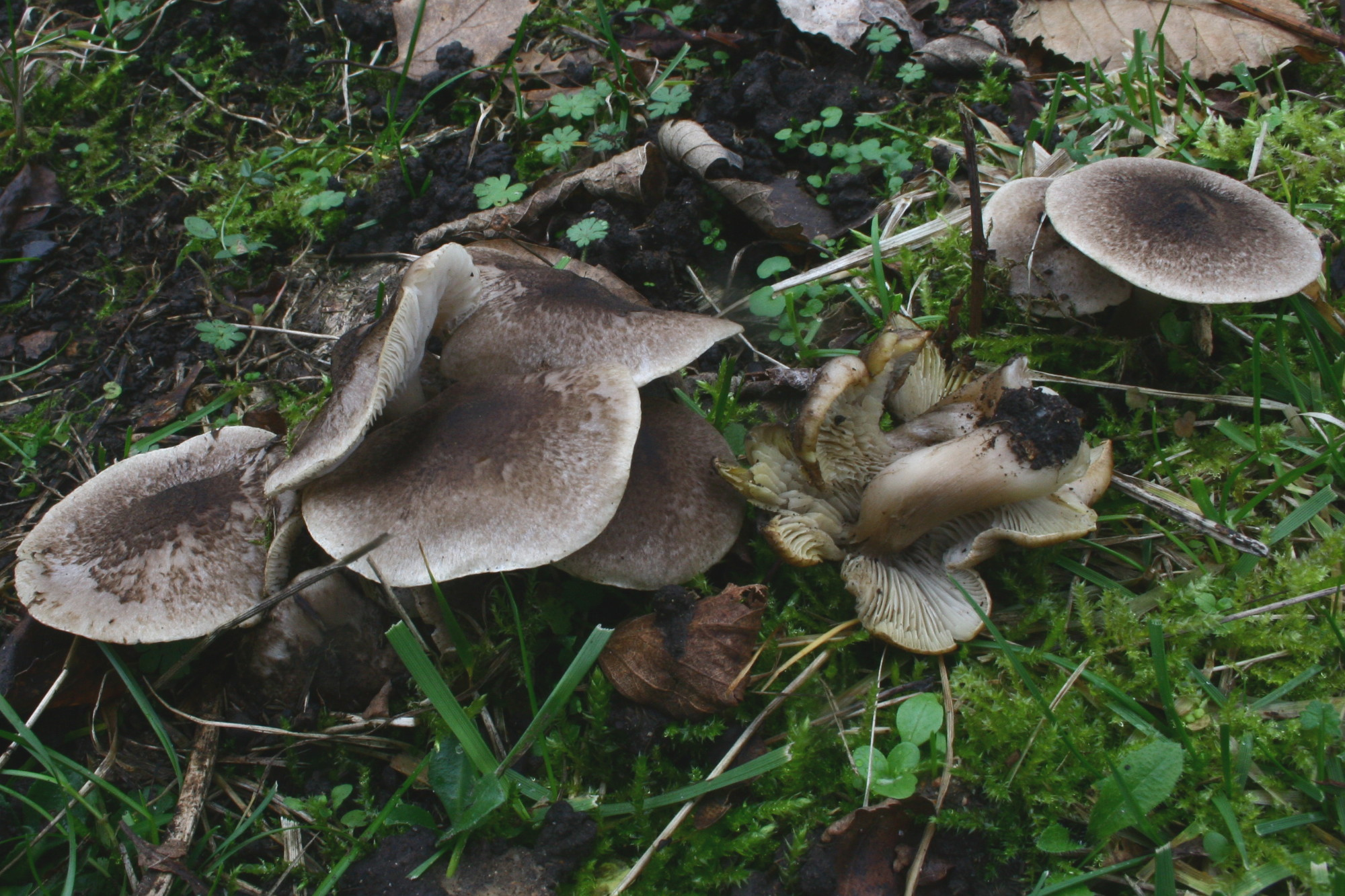
T. scalpturatum gri-cenușii

## Confuzii
Acest burete poate fi confundat ușor cu soiuri comestibile, necomestibile și toxice, ca de exemplu Entoloma prunuloides (necomestibil), Inocybe asterospora (letal, crește pe sol calcaros în păduri de foioase, la marginea lor, pe lângă poteci și drumuri, miros dezgustător spermatic, gust blând, dar neplăcut), Lentinus tigrinus sin. Panus tigrinus (tânăr comestibil), Tricholoma albobrunneum sin. Tricholoma striatum (necomestibil, se dezvoltă în păduri de conifere pe lângă pini pe sol nisipos, miros făinos, gust destul de amar), Tricholoma argyraceum (comestibil), Tricholoma atrosquamosum sin. Tricholoma squarrulosum (comestibil, trăiește în păduri de foioase preferat sub fagi dar și în cele de rășinoase, miros de piper negru, gust făinos), Tricholoma bresadolanum (necomestibil, gust amar, trăiește numai în păduri de foioase sub fagi, foarte rar), Tricholoma cingulatum (comestibil), Tricholoma gausapatum (comestibil), Tricholoma myomyces (comestibil, se dezvoltă sub pini în păduri de conifere, dar și prin parcuri, pe dune, miros imperceptibil, gust blând, slab astringent), Tricholoma orirubens (comestibil, trăiește numai în păduri de foioase preferat sub fagi și stejari), Tricholoma pardinum sin. Tricholoma tigrinum (otrăvitor), Tricholoma populinum (comestibil), Tricholoma portentosum (comestibil, savuros, se dezvoltă preponderent sub molizi și pini, respectiv sub plopi tremurători și mesteceni, miros de pepeni, castraveți, ușor de faină și gust blând, ceva făinos, după mestecare ca de pepene sau de stridie), Tricholoma sciodes (necomestibil până toxic, apare numai în păduri de fag pe sol bazic, miros pământos, gust amar și iute, trăiește numai în păduri de foioase preferat sub fagi), Tricholoma terreum (comestibil, savuros), Tricholoma virgatum (otrăvitor) sau Tricholoma vaccinum (necomestibil, ingerat în cantități mai mari toxic, se dezvoltă  în același habitat ca specia descrisă, miros făinos-pământos, gust făinos, amărui și slab iute).

## Specii asemănătoare în imagini

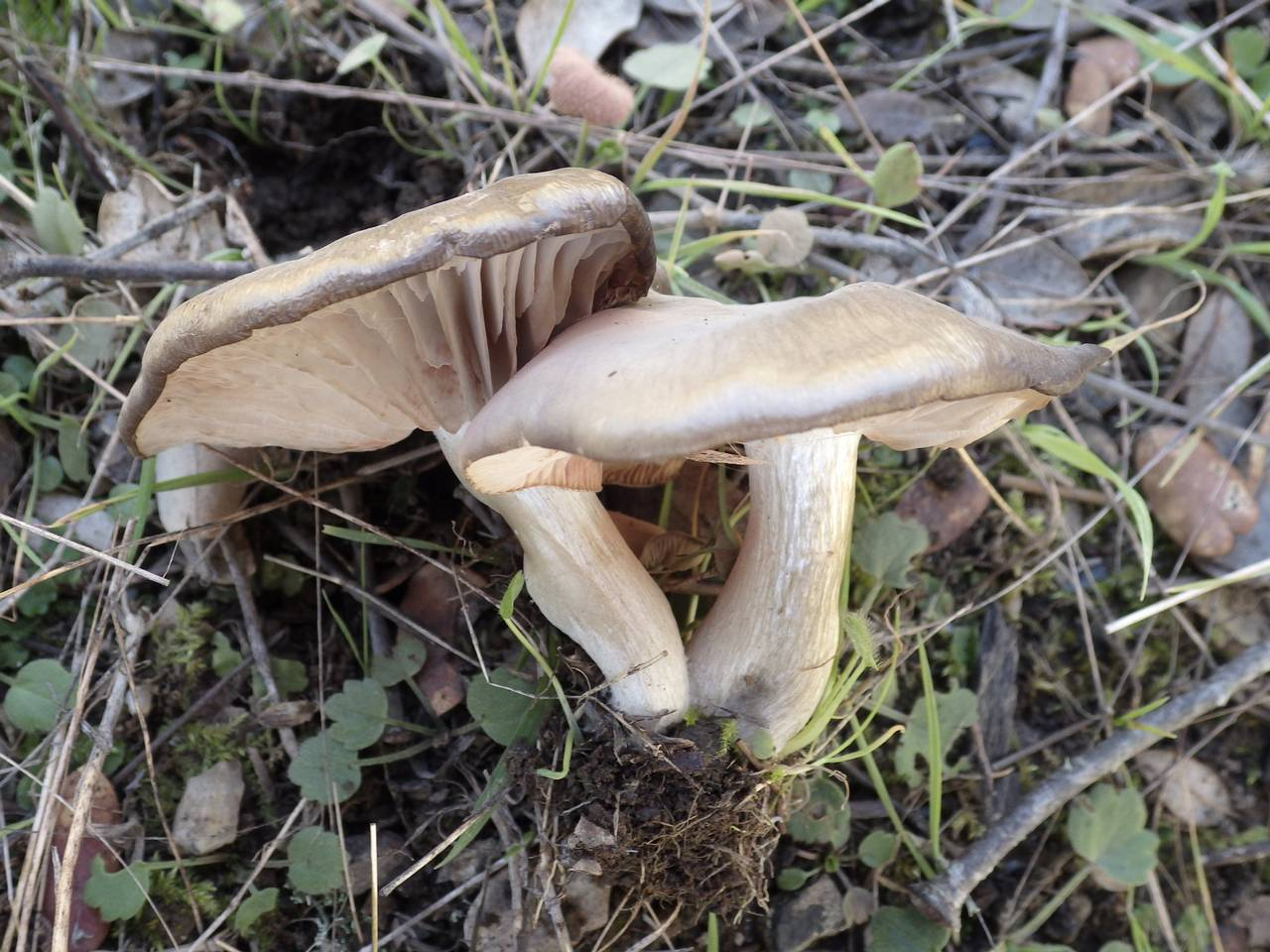
! Entoloma prunuloides !
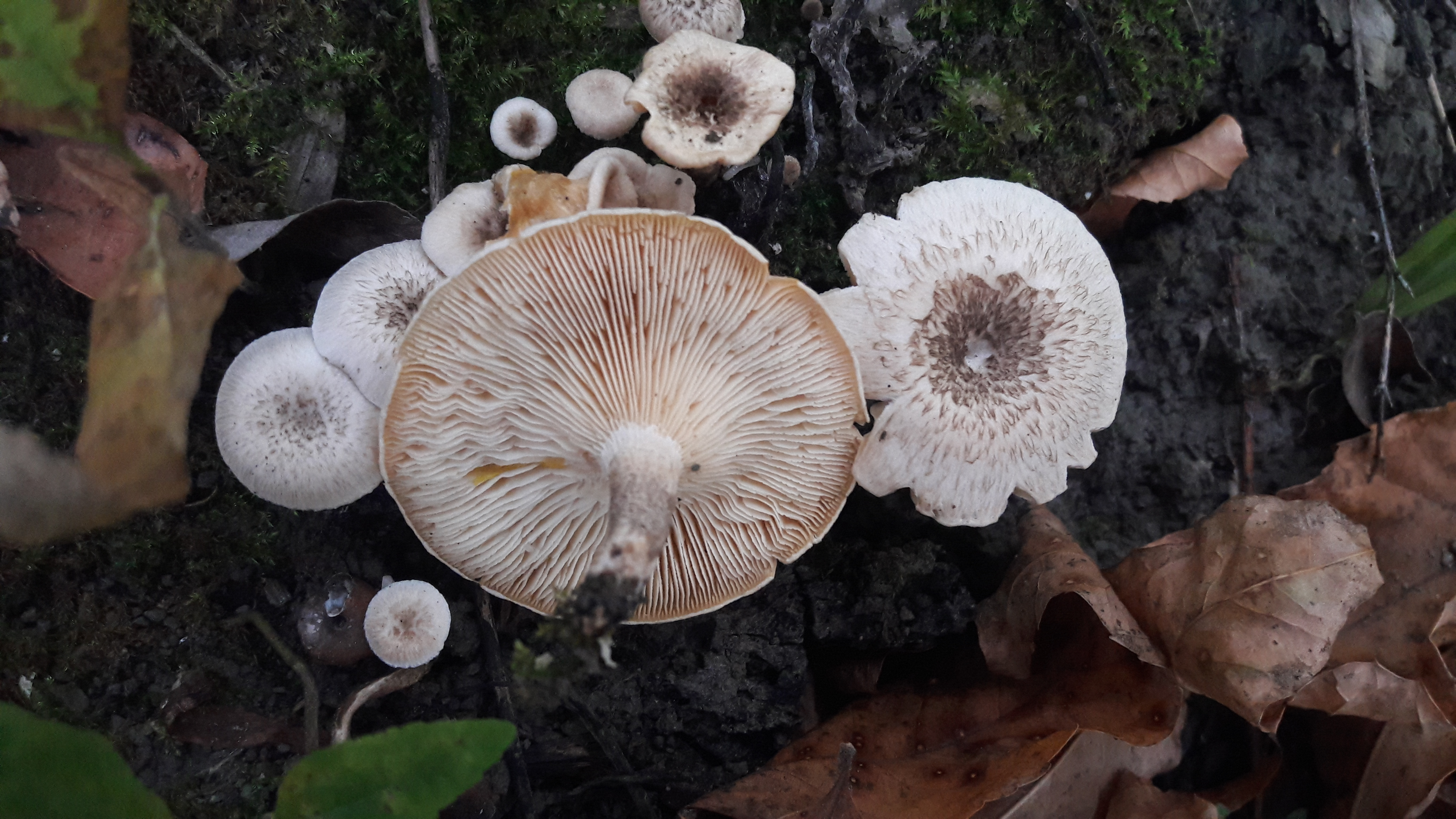
Lentinus tigrinus
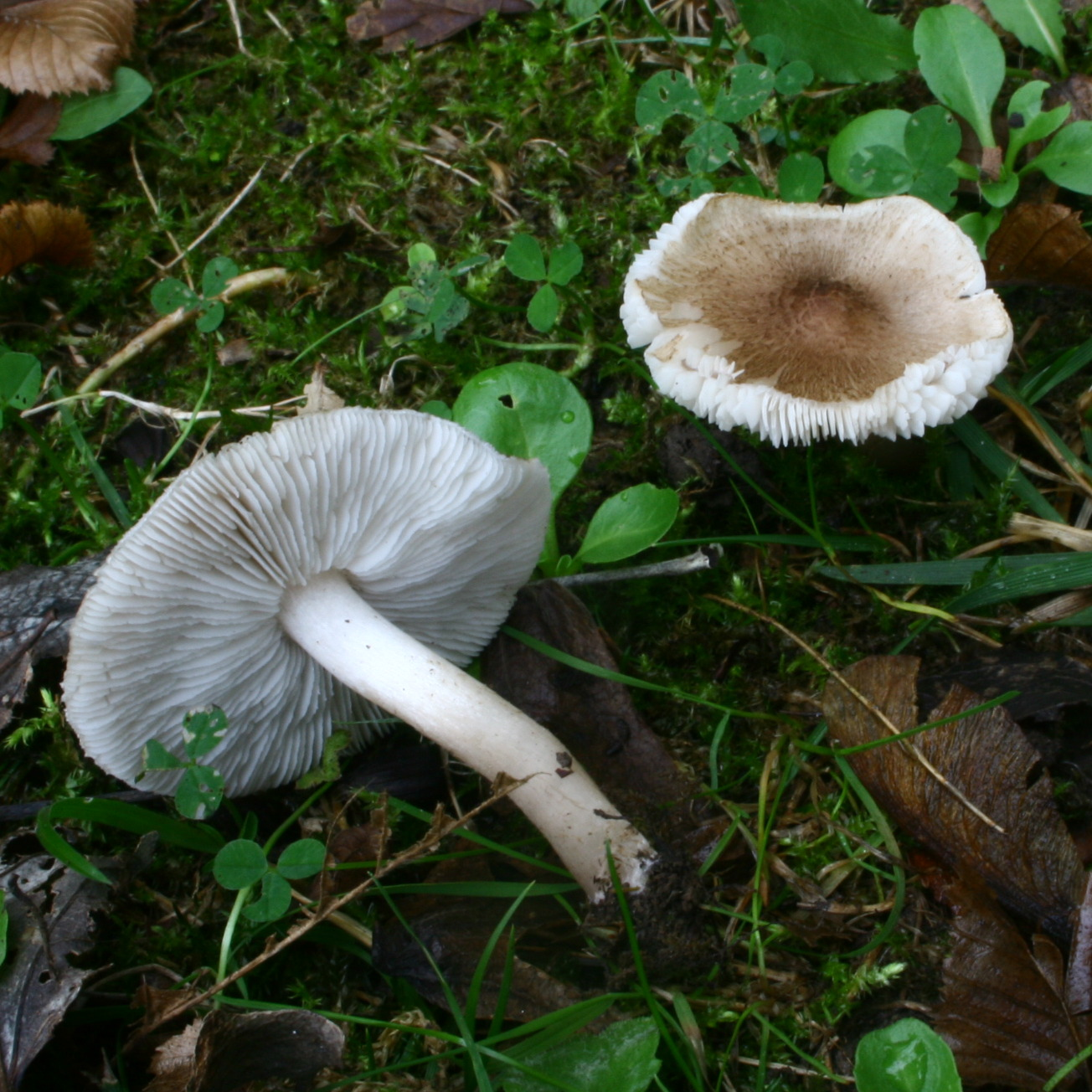
Tricholoma argyraceum
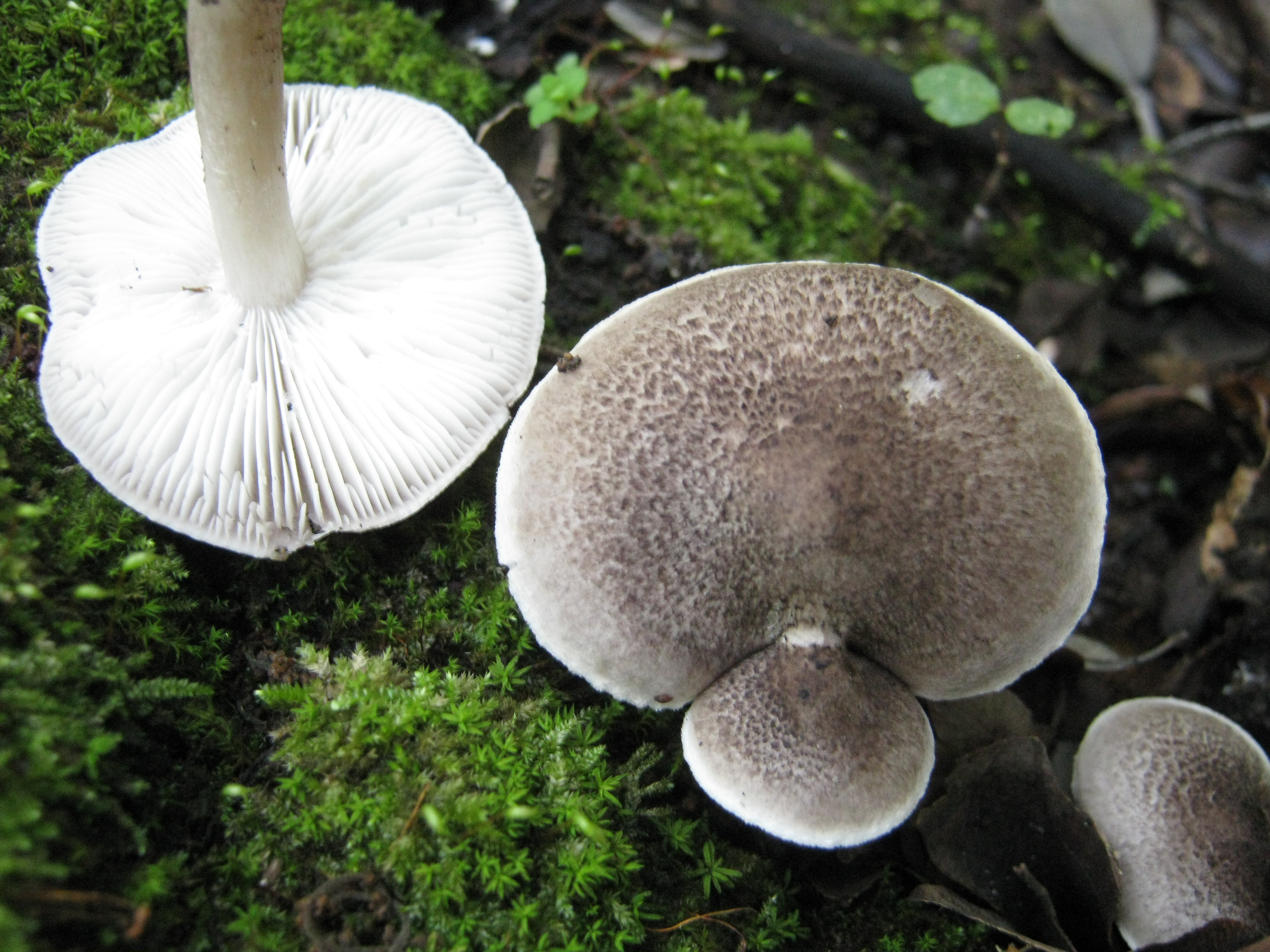
Tricholoma atrosquamosum
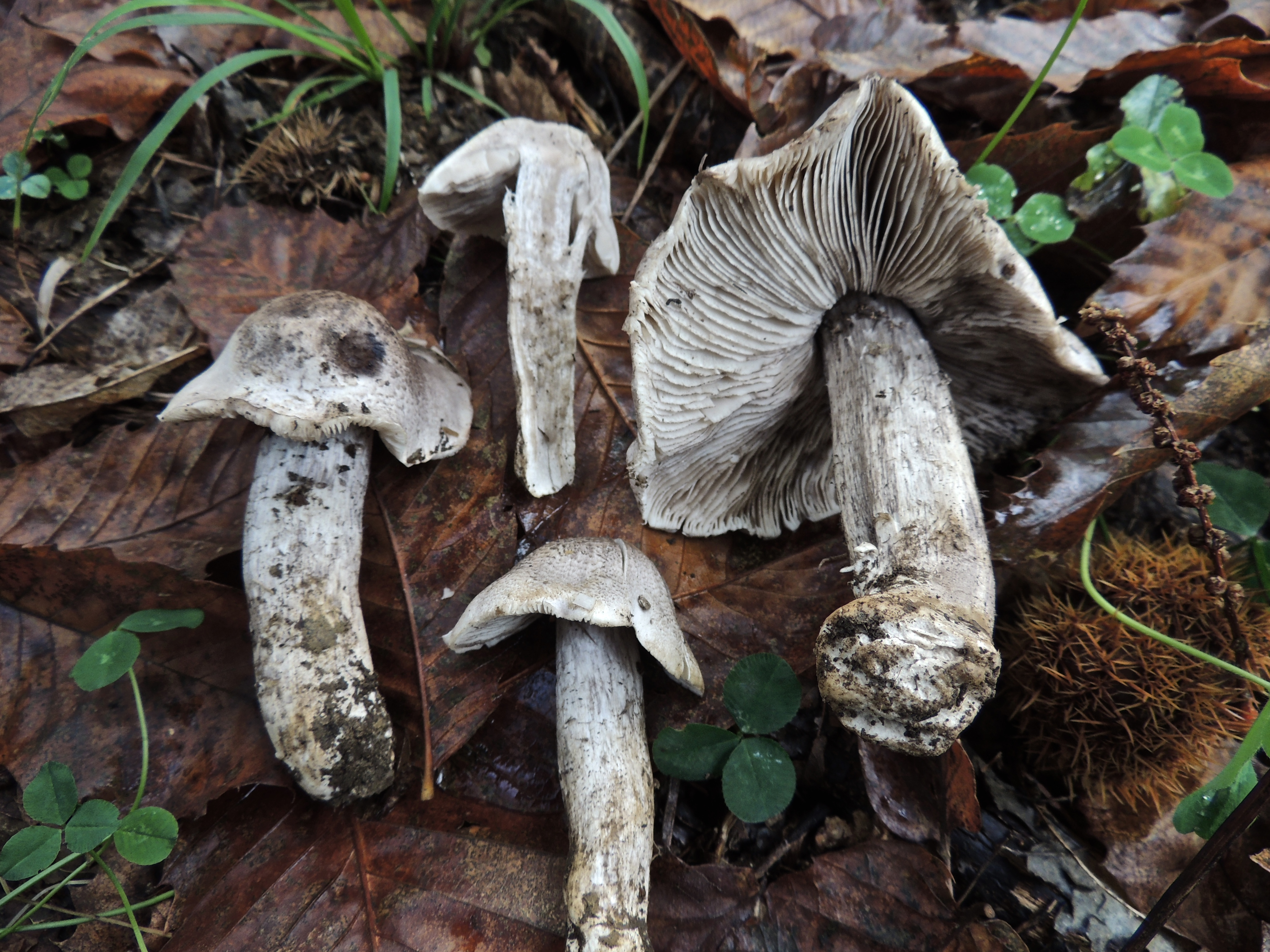
! Tricholoma bresadolanum !
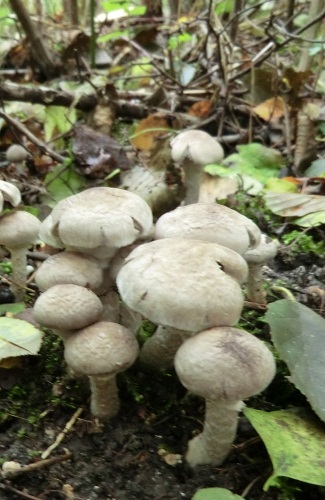
Tricholoma cingulatum
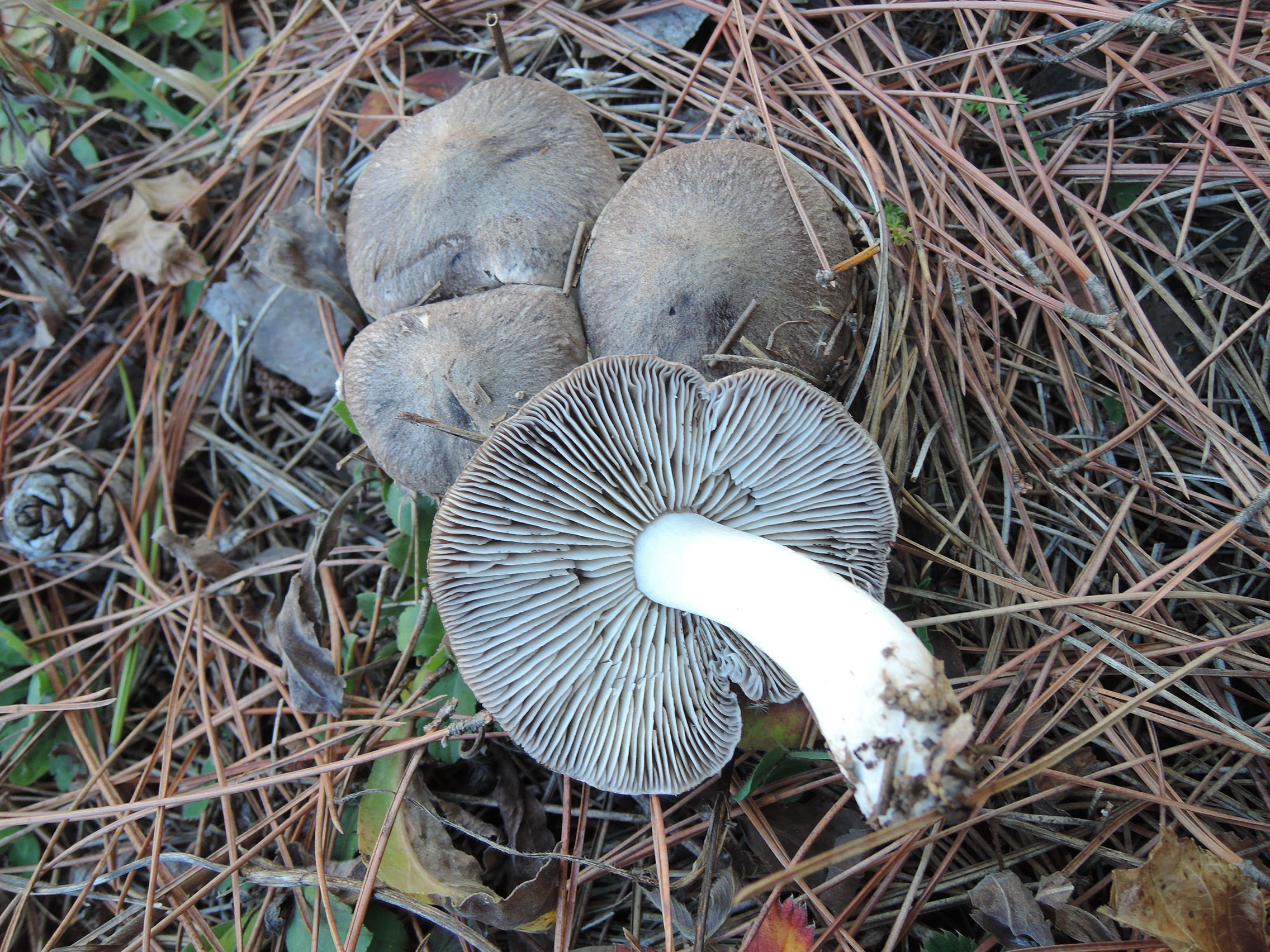
Tricholoma gausapatum
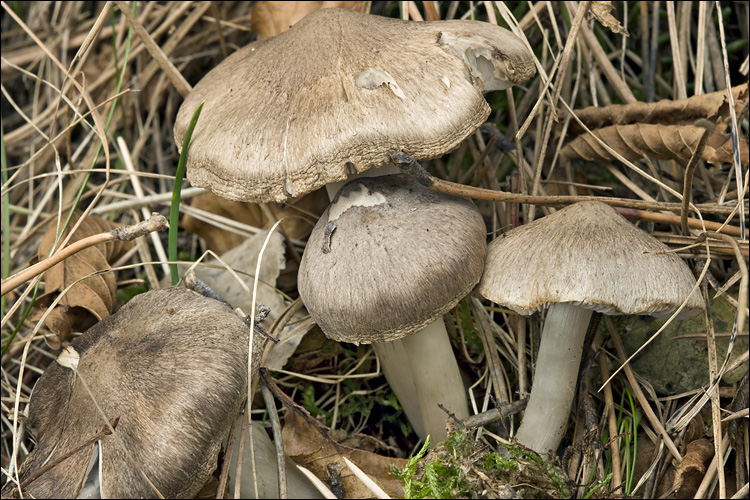
Tricholoma myomyces

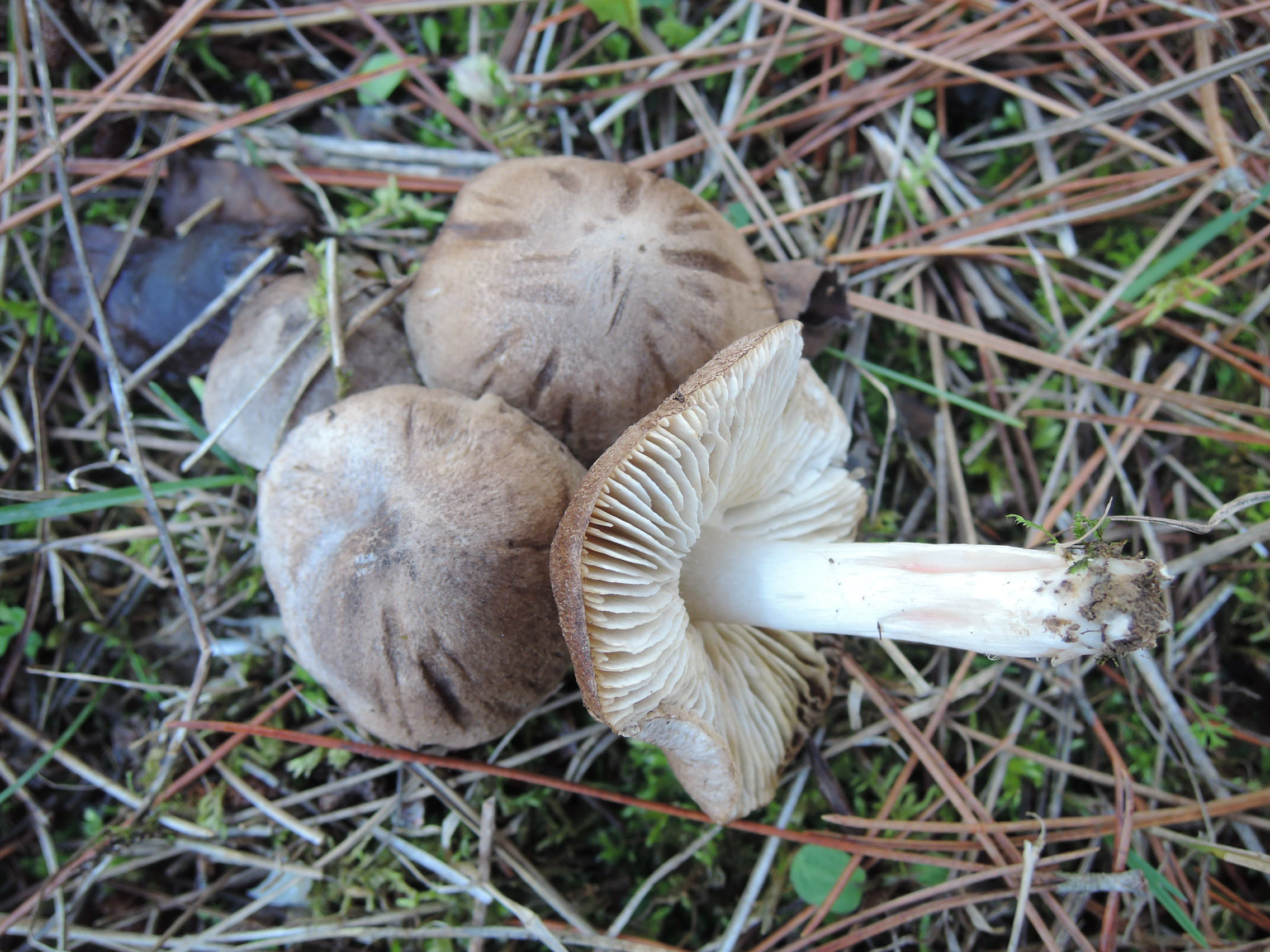
Tricholoma orirubens
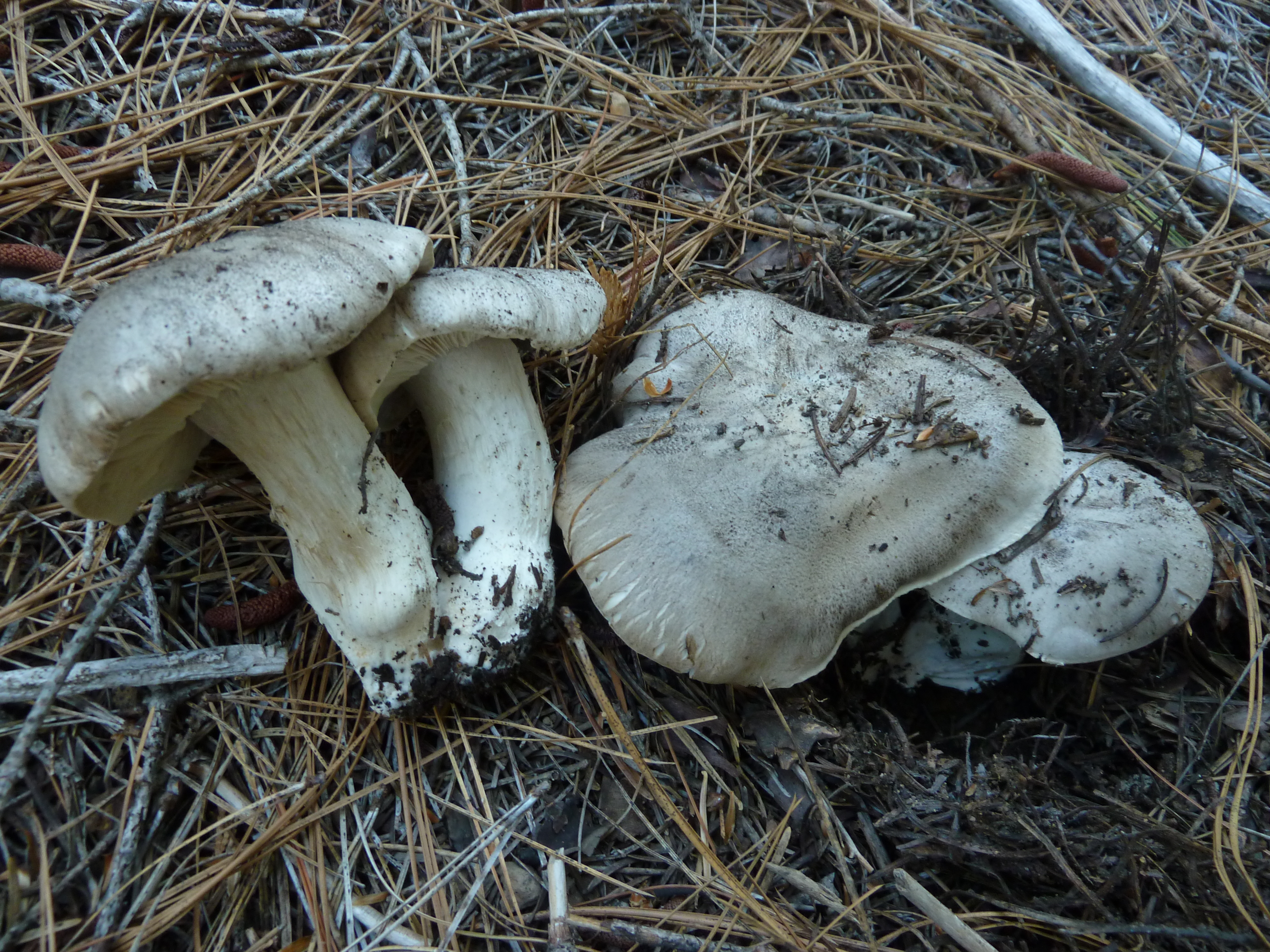
!! Tricholoma pardinum sin. Tricholoma tigrinum !!
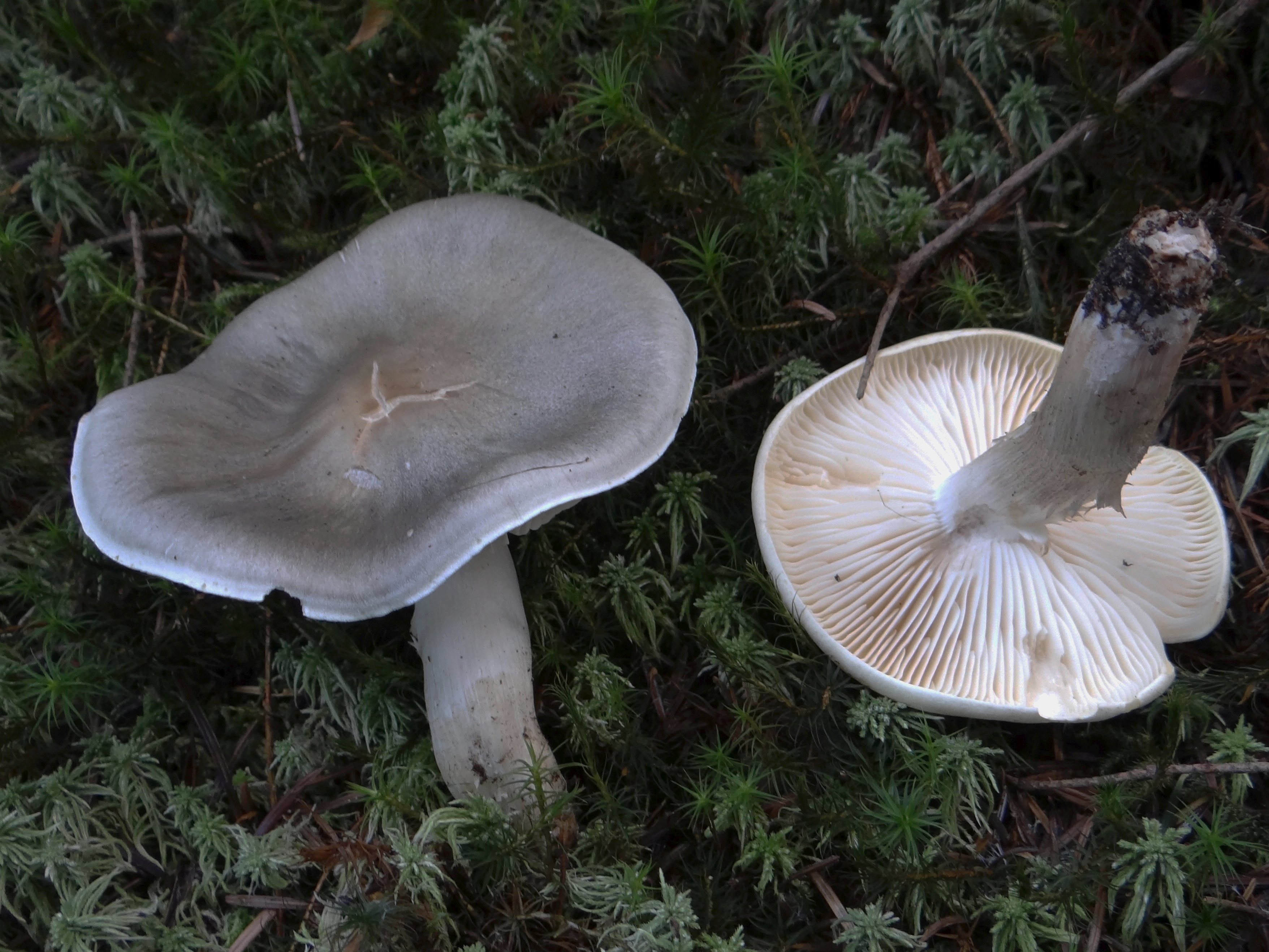
Tricholoma portentosum
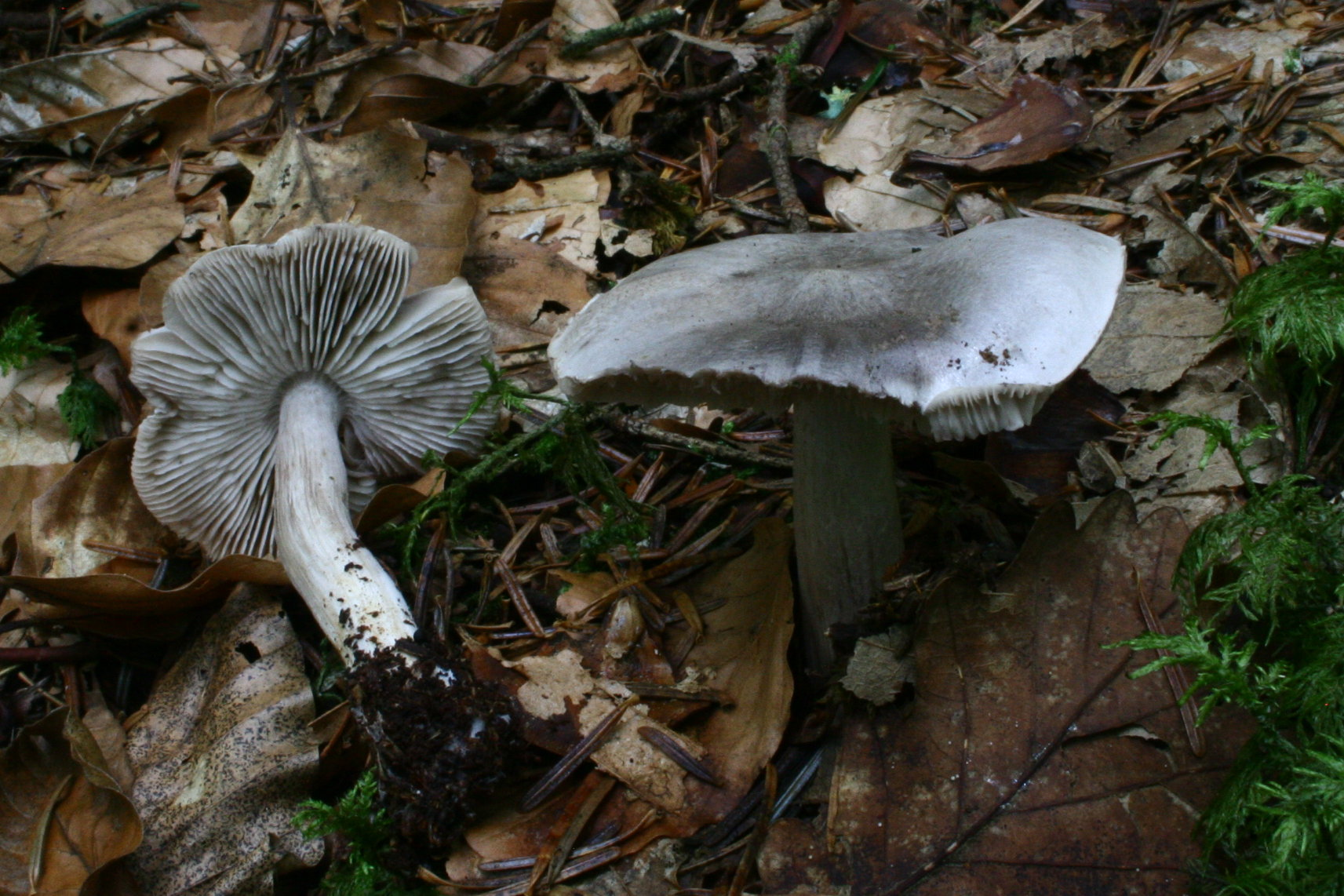
!! Tricholoma sciodes !!
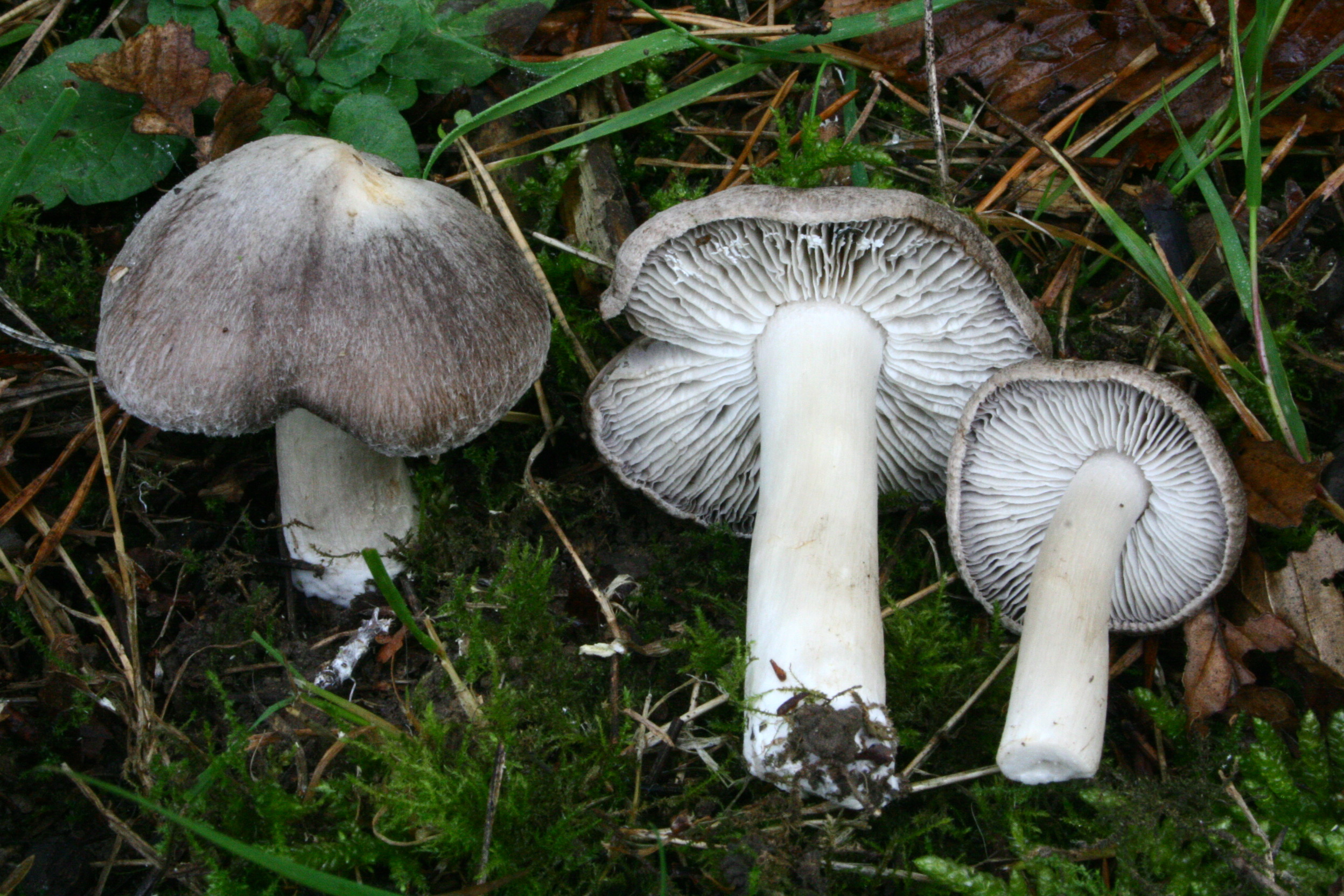
Tricholoma terreum
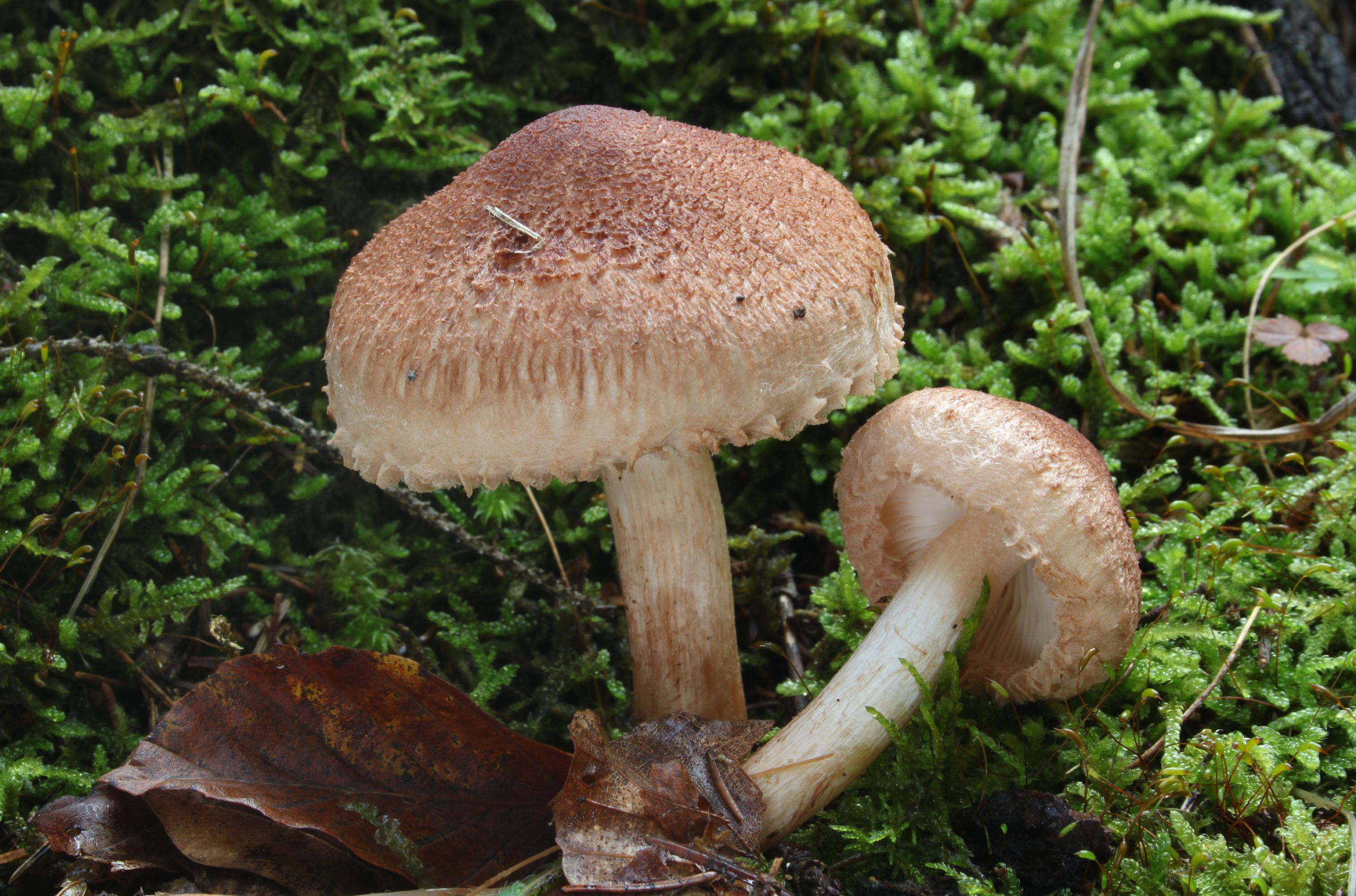
! Tricholoma vaccinum !
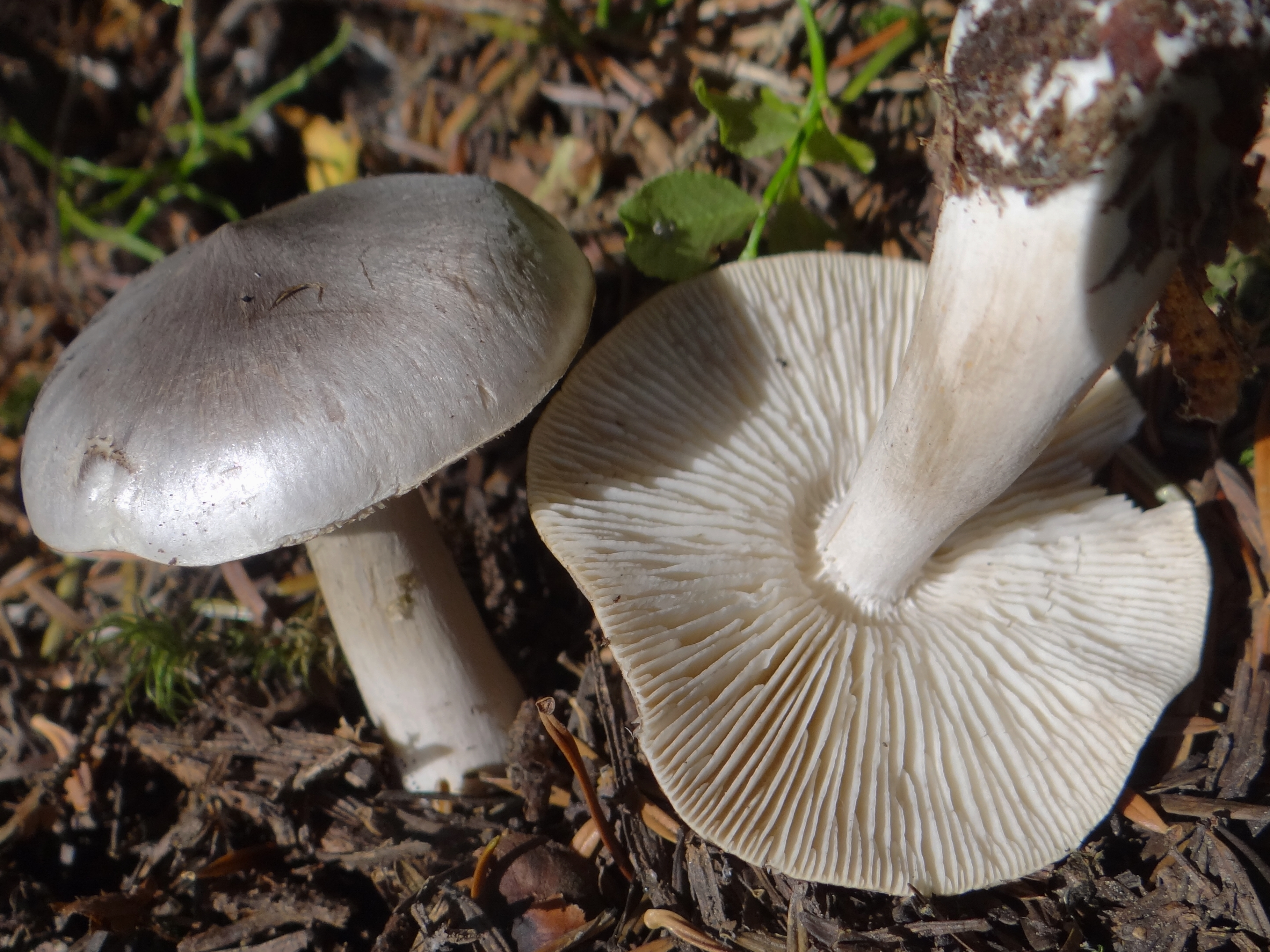
!! Tricholoma virgatum !!

## Valorificare
Acest burete este de calitate culinară inferioară. Poate fi adăugat împreună cu alte soiuri la o mâncare de ciuperci.
| Nu mâncați niciodată bureți de genul Tricholoma iuți și/sau amari (nici după însilozare) pentru că provoacă mereu tulburări gastrointestinale, parțial foarte severe. |